# Сучитра
Сучитра Картик Кумар (англ. Suchitra Karthik Kumar, более известная под мононимом Сучитра там. சுசித்ரா; род. 10 февраля 1982 года) — индийская радио-ведущая, колумнист и закадровая исполнительница, записавшая более 100 песен для фильмов на телугу, каннада, малаялам и тамильском языках. Лауреат Filmfare Awards South за лучший женский закадровый вокал.

## Биография
Сучитра родилась в городе Мейиладутерай округа Нагапаттинам индийского штата Тамилнад, в семье Дж. Рамадураи и Падмаджи.
Выросла в штате Керала, где окончила школу.
Уже за время учёбы победила в нескольких школьных певческих конкурсах.
Получила степень бакалавра в Mar Ivanios College в Тируванантапураме,
после чего вернулась в Тамилнад, чтобы получить степень магистра делового администрирования в PSG Institute of Management Коимбатура.
Перед тем как стать радио-диджеем работала в рекламе, а затем в ИТ-индустрии.
На радио вела утреннее шоу Hello Chennai на Radio Mirchi и стала известна как Rj Suchi.
Сыграла саму себя в тамильских фильмах Jay Jay (2003) и «Молодость» (2004).
Была ведущей передачи Koffee with Suchi (тамильский аналог «Кофе с Караном») на канале STAR Vijay.
Как актриса дубляжа озвучила персонажей Малавики в Thiruttu Payale, Шрии Саран в «Кандасами», Лакшми Рай в «Азартной игре» и Инии в Naan Sigappu Manithan.
Её вокал впервые прозвучал с экрана в фильме «Криминальный отдел» (2003), где она исполнила песню «Uyirin Uyire».
Трижды номинировалась на Filmfare Award за лучший женский закадровый вокал в фильме на тамили за песни «Oru Chinna Thamarai» из Vettaikaran,
«En Idhayam» из «Львиного сердца»
и «Ailasa Ailasa» из Vanakkam Chennai
и была удостоена премии за лучший вокал на телугу за песню «Saar Osthara» из фильма «Бизнесмен».
За эту же песню, а также за «Diamond Girl» из «Лицемера», была номинирована на SIIMA Awards.
В 2009—2011 годах вела колонку в газете The Hindu.
В ноябре 2005 года Сучитра вышла замуж за актёра Картика Кумара.

## Фильмография
Тамили
- 2003 — Криминальный отдел[англ.] — «Uyirin Uyire»
- 2003 — Jay Jay — «May Masam 98il»
- 2004 — Jai — «Shockadikkuthu»
- 2004 — Kudaikul Mazhai — «Oru Kottaikkul»
- 2004 — Manmadhan — «En Aasai Mythiliye»
- 2004 — Ottran — «Yeh Thiththippey»
- 2005 — Желания сердец / Ullam Ketkumae — «Kanavugal»
- 2005 — Превозмочь себя — «Rangola Ola»
- 2005 — Thavamai Thavamirundhu — «Yenna Paarkkirai»
- 2005 — Anbe Vaa — «Alek, Alek»
- 2007 — Хулиган[англ.] — «Dole Dole Than», «En Chella Peru Apple», «Nee Mutham Ondru» (Remix)
- 2007 — Nanbanin Kadhali — «Engeyum Eppothum»
- 2007 — Marudhamalai — «Hey Yenmama»
- 2007 — Близнецы / Vel — «Kovakkara Kiliye»
- 2007 — Polladhavan — «Alibaba Thangam»
- 2008 — Бешеный бык[англ.] — «Kutti Pisase»
- 2008 — Неожиданная встреча / Yaaradi Nee Mohini — «Nenjai Kasakki»
- 2008 — Расплата неминуема / Subramaniapuram — «Madera Kulunga Kulunga»
- 2008 — Raman Thediya Seethai — «Dj Dj Disca Poodu»
- 2008 — В поисках правды[англ.] — «Pudhu Pudhu»
- 2008 — Мой герой[англ.] — «Vechikkava»
- 2009 — A Aa E Ee — «Mena Minuki»
- 2009 — Кандасами — «Excuse Me»
- 2009 — Вайшали[англ.] — «Tharai Erangiya»
- 2009 — Ragavan — «Ooththura» 06
- 2009 — Охотник / Vettaikaaran — «Oru Chinna Thamarai»
- 2010 — Thunichal — «Kalapayalae», «Neer Vaanam»
- 2010 — Джаггубхай / Jaggubhai — «Acham, Madam»
- 2010 — Goa — «Goa»
- 2010 — Mundhinam Paartheney — «Pesum Poove», «Kanavena»
- 2010 — Львиное сердце[англ.] — «En Idhayam»
- 2010 — Anandhapurathu Veedu — «Chithira Vaanam»
- 2010 — Ради удовольствия[англ.] — «Pootta Paathadhum»
- 2010 — Moscowin Kavery — «Gore Gore»
- 2010 — Siddhu +2 — «Naan Alana Thamarai»
- 2010 — Стрела Купидона / Manmadan Ambu — «Oyyale»
- 2010 — Aridhu Aridhu — «Oh Lalali»
- 2010 — Mudhal Kadhal Mazhai — «Machhakanni Naa»
- 2011 — Неудержимый / Siruthai — «Adi Rakkamma Rakku»
- 2011 — Охранник — «Yaradu»
- 2011 — Kandaen — «Narmada»
- 2011 — Хороший вор, плохой вор[англ.] — «Dia Dia Dole»
- 2011 — Леопард / Venghai — «Pudikale Pudikudhu»
- 2011 — Азартная игра[англ.] — «Vaada Bin Lada»
- 2011 — Седьмое чувство[англ.] — «Oh Ringa Ringa»
- 2011 — Путь короля / Rajapattai — «Laddu Laddu»
- 2012 — Kalakalappu — «Mokkamanusha»
- 2012 — Aathi Narayana — «Twinkle»
- 2012 — Mirattal — «Radio Radio»
- 2012 — Двое[англ.] — «Theeye Theeye»
- 2012 — Thiruthani — «Raja Raja Chozha»
- 2012 — Встречи и расставания[англ.] — «Maattikittenae»
- 2013 — Samar — «Oru Kannil Vaegam»
- 2013 — Kanna Laddu Thinna Aasaiya — «Hey Unnathan»
- 2013 — Karuppampatti — «Karuppampatti»
- 2013 — Settai — «Arjuna Arjuna»
- 2013 — Summa Nachunu Irukku — «Kannan Indru»
- 2013 — Ya Ya — «Neethane Endru»
- 2013 — Vanakkam Chennai — «Ailasa Ailasa»
- 2014 — Naan Than Bala — «Eruna Rayiluthan»
- 2014 — Irumbu Kuthirai — «Hello Brother»
- 2015 — Pulan Visaranai 2 — «Karuppo Sivappo»
- 2015 — Kadavul Paathi Mirugam Paathi — «Meenamma Meenamma»
- 2016 — Thozha — «Eiffil Mele»
- 2016 — Manal Kayiru 2 — «Rajathi Rajan»
- 2017 — Motta Shiva Ketta Shiva — «Lo Lo Lo Local», «Motta Paiyyan Paiyyan»
- 2017 — Valla Desam — «Edho Edho Ennam»
- 2018 — Iruttu Araiyil Murattu Kuththu — «IAMK Party Song»
- 2019 — Idhu Namma Aalu — «Maaman Waiting»

Телугу
- 2004 — Gharshana — «Cheliya Cheliya»
- 2005 — Желания сердец / Preminchi Choodu — «Enno Ennenno Kalale»
- 2005 — Под прицелом[англ.] — «Adharaka», «Chandamama»
- 2005 — Удар молнии / Allari Pidugu — «Chinukulaaga»
- 2006 — Счастье[англ.] — «Ossa Re»
- 2006 — Битва за любимую[англ.] — «Cheli Jabili»
- 2006 — Вооружён и очень опасен — «Dole Dole», «Ippatikinka»
- 2006 — Samanyudu — «Tara Rara»
- 2006 — Oru Kadhalan Oru Kadhali — «Yei Thagathaga»
- 2007 — Настоящий герой — «Attaantode Ittaantode»
- 2007 — Прыжок гепарда[англ.] — «Maro Maro»
- 2007 — Дон № 1 / Don — «Yedho Undile»
- 2008 — Гражданин / Pourudu — «Aamyamiya Aankh»
- 2008 — Lakshmi Putrudu — «Em Smile Raa»
- 2008 — Raju Bhai — «Neekosam Pilla»
- 2008 — Игрок / Aatadista — «Regipoye»
- 2008 — Brahmanandam Drama Company — «Ullasam»
- 2008 — Доблесть[англ.] — «Ole Ole»
- 2009 — Fitting Master — «Kanne Vesthe Choosindistha»
- 2009 — Билла / Billa — «Ne Pataasu»
- 2009 — Nagaram Nidrapotunna Vela — «Ma Mummy»
- 2009 — Анджанелу / Anjaneyulu — «Rajulakey Raraju»
- 2009 — Одиноки волк / Ek Niranjan — «Gundello»
- 2009 — Мальчишка / Kurradu — «Raja Na Raja»
- 2010 — Столкновение[англ.] — «Pilla Naa Valla Kaadu»
- 2010 — Круто! / Bindaas — «Jum Garagara»
- 2010 — Sadhyam — «Sexekara»
- 2010 — Puli — «Maham Maye»
- 2010 — Суперигрок[англ.] — «Nijamena»
- 2010 — Схватка за истину[англ.] — «Okkadante Okkade»
- 2011 — Сила Шакти — «Surro Surra»
- 2011 — Праздник любви[англ.] — «Barbie Bommaki»
- 2011 — Nagaram Nidrapotunna Vela — «Ma Mummy»
- 2011 — Дрожь и трепет[англ.] — «Ye Pilla»
- 2011 — Шершень[англ.] — «Champakamala»
- 2011 — Хамелеон — «Dandiya India»
- 2012 — Бизнесмен[англ.] — «Sir Osthara»
- 2012 — Как проиграть в любви / Love Failure — «Inthajarae»
- 2012 — Ты или я / Nuvva Nena — «Ayomayam»
- 2012 — Devudu Chesina Manushulu — «Disturb Chettanade»
- 2013 — Герой Калькутты[англ.] — «Nellorae»
- 2013 — Острый перец — «Barbie Girl»
- 2013 — Лицемер — «Diamond Girl»
- 2013 — Фантом[англ.] — «Pilla Manchi Bandhobasthu»
- 2013 — Sukumarudu — «Tongi Tongi»
- 2013 — Adda — «Hay Mister Hay Mister»
- 2013 — Ты вернешься, Рамайя / Ramayya Vasthavayya — «Kurrayeedu»
- 2014 — Alludu Seenu — «Ori Devudo»
- 2014 — Ra Ra… Krishnayya — «Vadarey Machan»
- 2015 — Pataas — «Tappa Tappam»
- 2015 — Великодушный[англ.] — «Jatha Kalise»
- 2015 — Oopiri — «Ayyo Ayyo»
- 2017 — Valla Desam — «Edho Edho Ennam»
- 2017 — Bhaagamathie — «Theme Song»

Малаялам
- 2009 — Sagar Alias Jacky Reloaded — «Osama»
- 2010 — Рождённый побеждать — «Chenthenkin»
- 2010 — Одна вторая любви / Apoorvaragam — «Noolilla Pattangal»
- 2010 — Anwar — «Kanninima Neele»
- 2012 — Grandmaster — «Aaranu Nee»
- 2012 — Trivandrum Lodge — «Theyyaram»
- 2013 — Kalimannu — «Choo Loon»

Другие
- 2010 — Punda — «Naa Mangalooru Meenu» (каннада)
- 2011 — Спецотряд «Форс»[англ.] — «Khwabon Khwabon» (хинди)
- 2011 — Kal Manja — «Komal Mast Komal» (каннада)
- 2012 — Narasimha — «Daahana Daahana» (каннада)
- 2016 — Bhale Jodi — «Hello Hello» (каннада)